# دنيس ليفين
دنيس ليفين (بالإنجليزية: Dennis Levine)‏ هو شخصية أعمال أمريكي، ولد في 1952 في Bayside, Queens ‏ في الولايات المتحدة.